# Giovanni Faber
Giovanni Faber vagy Johannes Faber (1574–1629) egy német származású orvos, zoológus és botanikus volt. A bajorországi Bambergban született, Würzburgban végezte el az orvosi egyetemet 1597-ben. 1598-tol Rómában élt és dolgozott. Faber volt VIII. Kelemen pápa háziorvosa, a Vatikán botanikus kert kurátora, az egyetem botanika és anatómia tanszékének professzora és az „accademia dei lincei“ kancellárja. Sokáig ügynökként dolgozott I. Miksa bajor választófejedelem és a Vatikán között. Faber ma főként azért ismert, mert ö adta a meg a mikroszkópnak a nevét.

## Életrajza
Johannes Schmidt 1574-ben egy református családban született. A nevét csak később váltotta Faber-ra. Egyévesen árva lett, szülei a pestisben haltak meg. Nevelését  a katolikus nagybátya Philipp Schmitdt folytatta. Johannes Würzburgban végezte el az orvosi egyetemet 1597-ben. Rómába költözött, mert tovább akarta folytatni tanulmányait. Sebész és orvosként dolgozott a Santo Spirito klinikában Sassiában.
1600-ban VIII. Kelemen pápa háziorvosa lett. Kinevezték az egyetem botanika és anatómia tanszéke professzorának. Ö lett a Vatikán botanikus kertjének a kurátora. Faber kimondottan érdekelt volt a művészetben. Barátjai között voltak Johann Rottenhammer Adam Elsheimer és Peter Paul Rubens. Életén át felépített egy terjedelmes gyűjteményt.
1611-ben megismerte Galileo Galileit és Federico Cesit, az “accademia dei lincei” (=a hiúzok akadémiája) alapítóját. Mind a kettőt felvették az akadémiába, ahol Faber később kancellár lett.

## Faber és a mikroszkópia
Galileo Galilei 1624-ben az akadémiának ajándékozott egy készüléket, amit ő maga „occhiolino“-nak (=kis szem) nevezett el. Faber volt az egyik első természettudós, aki a munkájában használta. 1625-ben elnevezte „mikroszkóp“-nak. Ezzel akarta hangsúlyozni a mikroszkóp „testvéri“ viszonyát a teleszkóppal, amit szinten Galilei fejlesztett jelentősen.